# 第二次大整风运动
第二次大整风运动（英語：Second Great Rectification Movement，缩写为SGRM）是菲律宾共产党领导层于1992年发起的意识形态运动。运动使菲律宾共产党在1990年代至少分裂为八个派别。
曾担任菲律宾民族民主阵线谈判代表的路易斯·贾兰多尼表示，从1985年到1991年，菲共领导层的叛徒集团要为「革命群众基础严重损失」的重大失误负责。这些错误包括：根除被称为“Kampanyang Ahos”（“Kahos”）的渗透者的计划，并接受现代修正主义带来的错误政治路线。仅在棉兰老岛，群众基础预计损失了50％-60％。而第二次大整风运动即为纠正这些错误。

## 历史
1980年代末—1990年代初，东欧剧变，兩德統一。1991年12月26日（菲律宾共产党成立二十三周年纪念日），苏联解体。同日，菲律宾共产党中央委员会的阿曼多·利瓦纳格（Armando Liwanag，何塞·马利亚·西松的化名，虽然西松本人未承认）发表了题为《重申原则，纠正错误》（Reaffirm our Basic Principles and Rectify Errors，或译为《重申我们的基本原则并纠正错误》）的文件。历史上，另一篇文件《纠正错误，重新建党》引发的第一次大整风运动，导致了菲律宾共产党的重建。
文件认为，重申基本原则、坚持正确路线、纠正偏差错误，“现在是全党生死攸关的大事”。文件重申菲律宾共产党的基本原则，包括拒绝现代修正主义、坚持马克思列宁主义、新民主主义、人民战争、民主集中制、无产阶级国际主义。文件否定思想有偏差的领导干部，因为他们导致该党经历严重挫折，人民军队减员，失去大量群众基础。文件批判了主张“左倾或右倾机会主义”的个人和派系，反思军事冒险主义，坚持人民革命战争。整风运动的目的是反思错误的政治路线，加强党的思想、政治和组织。文件称，犯了重大错误的人和对革命事业与党的原则失去信心的人必须被开除。
1992年年中，菲共中央委员会举行第十次全体会议，批准《重申原则，纠正错误》为党的正式政策。 引发了“第二次大整风运动”。它在党内造成了分裂，同意《重申原则，纠正错误》的人被称为“重申派”（reaffirmists），不同意的人则被称为“拒绝派”（rejectionists）。
“拒绝派”中，有新人民军前领导人罗慕洛·金塔纳尔（Romulo Kintanar）、米沙鄢委员会前负责人阿图罗·塔巴拉（Arturo Tabara）、后来建立“菲律宾工人的团结”（Bukluran NG Manggagawang） 的菲莱蒙·拉格曼（Filemon Lagman）、《人民》（菲律宾共产党中央委员会全国出版物）前编辑并任棉兰老岛委员会委员的里卡多·雷耶斯（Ricardo Reyes），菲共前中央委员本杰明·代·维拉（Benjamin de Vera）。“拒绝派”的地方党委包括马尼拉-黎刹市区、中棉兰老岛、西棉兰老岛、米沙鄢委员会（VisCom）、全国联合阵线委员会、国际联络部内政局和全国农民秘书处。
“拒绝派”中，菲律宾革命工人党于1998年正式成立。 其军事组织是革命无产阶级军—亚历克斯·邦卡尧旅。2001年，菲律宾革命工人党分裂出革命工人党—棉兰老。2003年，革命工人党—棉兰老加入第四国际。
罗慕洛·金塔纳尔在1993年被“人民法院”指控犯有各种罪行，包括非法滥用权力和违法犯罪活动，如绑架勒索、积攒离党资金和煽动阿图罗·塔巴拉与菲莱蒙·拉格曼违背革命运动的政策。西松认为里卡多·雷耶斯对“Kampanyang Ahos”负有刑事责任。据报道，罗慕洛·金塔纳尔、里卡多·雷耶斯、菲莱蒙·拉格曼和阿图罗·塔巴拉将被“人民法院”判决死刑。
菲莱蒙·拉格曼在2001年被四名枪手伏击；他死于头上的枪伤。 罗慕洛·金塔纳尔在2003年被两名枪手于奎松市暗杀。新人民军承认杀死了他。阿图罗·塔巴拉在2004年被疑似共产党叛军于马尼拉枪杀。2005年，《新国际主义》报告称，2004年12月菲律宾共产党刊物《人民》出版了一份15人的名单，他们被标记为“反革命分子”；名单中包括阿图罗·塔巴拉、菲莱蒙·拉格曼和里卡多·雷耶斯。其他人有Walden Bello和Etta Rosales。2005年《国际观点》（第四国际月刊）的一份报告指出，约有27名左翼活动分子被新人民军杀害，另有9人逃脱暗杀。菲律宾全国民主阵线发表声明否认这份报告，将其定性为诽谤的和托洛茨基主义的。何塞·马利亚·西松则表示，拉格曼之死和菲共无关；金塔纳尔和塔巴拉是在暴力拒捕的过程中被杀；菲共从未暗杀过任何人。
本杰明·代·维拉因心肌梗死于2007年去世。 里卡多·雷耶斯继续作为左翼政治家，在2010年菲律宾大选期间参与他的家乡帕西格的市长竞选。